# Paul Morphy
Paul Charles Morphy (* 22. Juni 1837 in New Orleans, Louisiana; † 10. Juli 1884 in Louisiana) war ein US-amerikanischer Schachspieler des 19. Jahrhunderts und der stärkste Spieler in den Jahren 1858 bis 1861.

## Leben
Morphy entstammte einer angesehenen Familie. Sein Großvater Michael Murphy (mit „u“) war ein Ire. Als dieser 1753 die spanische Staatsbürgerschaft annahm, änderte er den Nachnamen in Morphy. Paul Morphys Vater Alonzo Morphy war Präsident des Obersten Gerichtshofes von Louisiana. Pauls Mutter Louise Therese Felicite Thelcide Le Carpentier war eine Französin. Sie war Konzertpianistin. Paul hatte noch drei Geschwister: Malwina (* 1830), Edward (* 1834) und Helena (* 1839).
Morphy galt als Schach-Genie, nachdem er schon im Alter von zwölf Jahren nicht nur eine beachtliche Spielstärke erreicht hatte, sondern überdies blind, also ohne Ansicht des Brettes, zu spielen verstand. Erlernt hatte er das Schachspiel von seinem Vater Alonzo und seinem Onkel Ernest Morphy. Bereits 1849 besiegte er in einem Match Schachmeister Johann Jacob Löwenthal mit 2:1.
Im Jahre 1855 begann Morphy das Studium der Rechte in Louisiana, das er bald mit einem Diplom abschloss. Er durfte jedoch noch nicht als Advokat praktizieren, da er nach dem Recht seines Heimatstaates noch nicht volljährig war. Auch während seines Studiums hatte Morphy das Schach nicht vernachlässigt, und nun hatte er ausreichend Zeit zum Spiel. Er schlug die amerikanischen Meister in beachtlicher Weise, zum Teil sogar in Vorgabepartien.

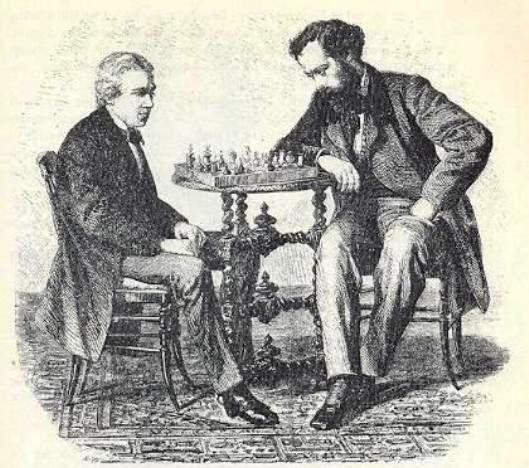
Paul Morphy und Jules Arnous de Rivière am Schachbrett, Paris 1858

Auf dem Ersten Amerikanischen Schachkongress in New York 1857 gewann er den ersten Preis, wobei er die als Favoriten eingeschätzten Louis Paulsen und Theodor Lichtenhein mit Leichtigkeit schlug. 1858/1859 ging er auf eine Europareise, auf der er sämtliche Gegner besiegte, die in London und Paris gegen ihn antraten, darunter auch den deutschen Meister Adolf Anderssen, Löwenthal und Henry Edward Bird, welchen er mit 10:1 bezwang. Einzig der englische Meister Howard Staunton, der der eigentliche Grund für Morphys Reise war, verweigerte ihm nach längerem Hinhalten und trotz einer Preisbörse von 2000 Britischen Pfund einen Wettkampf. Auf seiner Reise begleitete ihn Frederick Milnes Edge, ein Journalist des New York Herald, als Privatsekretär. Edge veröffentlichte später ein Buch, das eine wichtige Quelle über Morphy darstellt. Von 1857 bis 1861 gab Morphy zusammen mit Daniel Willard Fiske die Schachzeitschrift Chess Monthly heraus.
Mit Anfang 20 versuchte er, sein Geld als Anwalt zu verdienen, womit ihm aber kein Erfolg beschieden war. So behinderte der Sezessionskrieg seine Anwaltstätigkeit. Zudem waren potenzielle Klienten mehr daran interessiert, mit ihm über Schach zu sprechen als über ihre Rechtsfälle. Morphy zog sich vom öffentlichen Schachspiel zurück. Als der spätere Weltmeister Wilhelm Steinitz Morphy kennenlernen wollte, war dieser zu einer Begegnung nur unter der Bedingung bereit, dass dabei nicht über Schach gesprochen werde. Weder ihm noch Johannes Hermann Zukertort gelang es, Morphy zu einem Comeback als Schachspieler zu überreden.

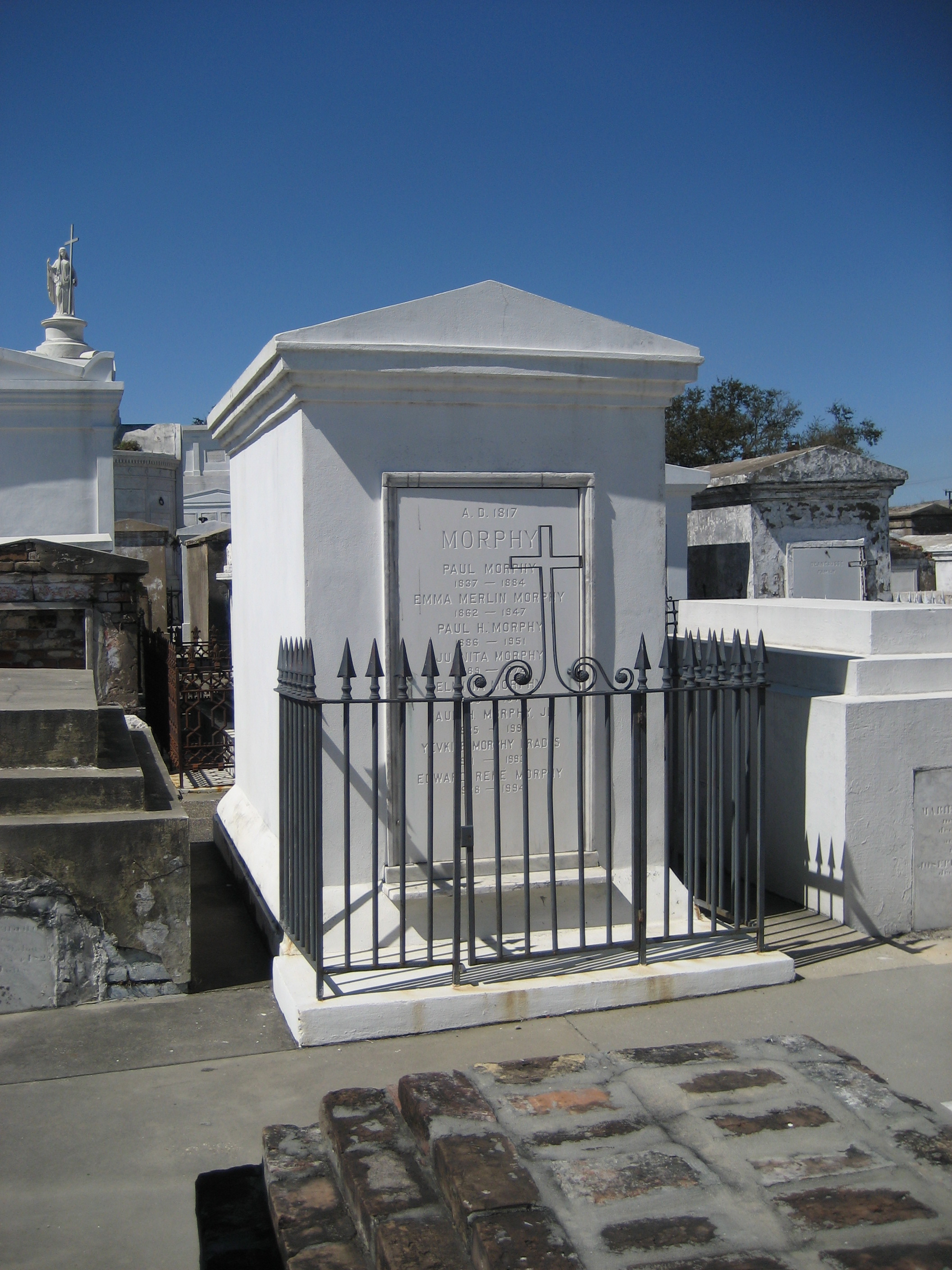
Grab Morphys auf dem St. Louis Cemetery in New Orleans

In seinen späteren Jahren galt er als geistig zerrüttet und paranoid.  Morphy starb am 10. Juli 1884 im Alter von nur 47 Jahren in seiner Heimatstadt an einem Schlaganfall.

## Spielstil
Die Vorzüge seiner Spielweise bestanden in möglichst schneller Figurenentwicklung, in energischem Tempospiel und im Festhalten der Initiative bei Angriffsführungen. Emanuel Lasker charakterisierte Morphys Bedeutung für die Entwicklung des Schachspiels mit den Worten: 

„Er hat gefunden, dass der landläufige Glaube, der brillante Zug des Meisters sei eine unerklärliche Inspiration, hinfällig sei. Er entdeckte, dass dieser brillante Zug oder dieses tiefe Manöver, das den Sieg erreicht, nicht im Geiste des Meisters, sondern in der Qualität der Stellung seine Ursache habe. Er analysierte diese Eigenart der Position, und es gelang ihm, ein allgemeines Gesetz zu finden, das also lautet: Die brillanten Züge und Manöver, die den Sieg erringen, sind nur möglich in Stellungen, in denen man vor dem Gegner einen Ueberschuss an wirkender Kraft voraus hat. In solchen Stellungen sind sie immer möglich, und, wenn man selbst die rechte Strategie verfolgt, kann keine noch so tiefe und feine Idee des Gegners die Gewissheit von dessen schliesslicher Niederlage umstossen“

Morphys Spielweise zeigt sich beispielhaft in seiner berühmten Partie (→ Morphy – Karl von Braunschweig und Graf Isoard, Paris 1858), die er als Weißspieler 1858 in Paris während einer Aufführung der Oper Der Barbier von Sevilla gegen Karl von Braunschweig und Graf Isoard de Vauvenargue spielte, die in beidseitiger Beratung die schwarzen Steine führten.